# Copaxa trotschi
Copaxa trotschi är en fjärilsart som beskrevs av Druce 1886. Copaxa trotschi ingår i släktet Copaxa och familjen påfågelsspinnare. Inga underarter finns listade i Catalogue of Life.